# Mrkonje
Mrkonje es un pueblo ubicado en la municipalidad de Medveđa, en el distrito de Jablanica, Serbia.

## Superficie
Posee una superficie de 16,47 kilómetros cuadrados.

## Demografía
Hasta 2011 la población era de 41 habitantes, con una densidad de población de 2,489 habitantes por kilómetro cuadrado.